# Towarzystwo Królewskie Gospodarczo-Rolnicze
Towarzystwo Królewskie Gospodarczo-Rolnicze – organizacja rolnicza i gospodarcza w Księstwie Warszawskim w latach 1810–1812 i Królestwie Kongresowym w latach 1815–1817. Powołane 19 marca 1810 roku przez 43 członków Towarzystwa Przyjaciół Nauk. Prezesem był Ludwik Gutakowski, wiceprezesem Aleksander Stanisław Potocki, sekretarzem Antoni Trębicki.
Powołane w celu rozszerzenia i ulepszenia krajowego rolnictwa, krajowych fabryk. Składało się z wydziałów, na których czele stała Rada Centralna. W 1812 roku towarzystwo wydało dwa zeszyty „Dziennika Towarzystwa rolniczego królewskiego”. Rada Centralna Królewskiego Towarzystwa Gospodarczo-Rolniczego odbyła ostatnie posiedzenie 30 czerwca 1817 roku.